# Eduard Marxsen
Eduard Marxsen (ur. 23 lipca 1806 w Nienstädten, zm. 18 listopada 1887 w Altonie) – niemiecki kompozytor i pianista.

## Życiorys
Początkowo uczył się u swojego ojca, organisty w Altonie, później był uczniem Johanna Heinricha Clasinga w Hamburgu. W 1830 roku wyjechał do Wiednia, gdzie studiował u Carla Marii von Bockleta i Simona Sechtera. W 1834 roku osiadł w Hamburgu, gdzie działał jako nauczyciel. Skomponował m.in. Fantasie alla moda über den Kaffee, opartą na motywie C-A-F-F-E-E.
Jego uczniem był Johannes Brahms, który zadedykował Marxsenowi swój II Koncert fortepianowy.